# Закон орлиного пера
Закон орлиного пера — закон, який забезпечує безліч винятків до федеральних законів щодо диких орлів та інших перелітних птахів так, щоб корінні американці могли продовжувати свою традиційну практику.
Відповідно до чинного закону орлиного пера, тільки  визнані на федеральному рівні нащадки корінних американців мають право на оборот орлиних пір'їн. Несанкціоновані особи, що спіймані з орлом або мають у розпорядженні частини його тіла, можуть бути оштрафовані на суму до $ 25.000. Закон орлиного пера дозволяє особам, які є членами визнаних на федеральному рівні племен, отримувати орлині пір'я і дозволи на них.

## Критерії власності
Закон орлиного пера викликав триваючу дискусію з приводу критеріїв власності та володіння орлами і частинами їхніх тіл за ознакою раси, етнічного походження та членства в якому-небудь із племен. Було кілька правових проблем, в яких конституційність закону і положення расової сегрегації були поставлені під сумнів.
Зараз існують декілька організацій та осіб, що займаються внесенням поправок до формулювання закону, що надають індіанським племенам та їхнім членам більше можливостей для вибору прийнятних власників орлиних пір'їн з неіндіанців для релігійного використання.
Захисники закону стверджують, що це єдиний правовий захист  духовності корінних американців, а через обмеженість запасів збільшення числа людей, які можуть мати пір'я, може сильно зменшити їхню кількість. Аргументи на користь внесення змін до закону базуються на тій підставі, що він накладає расові обмеження, що традиційно відсутні в індіанських товариствах, і, крім того, виконання обов'язкової вимоги щодо племінної реєстрації для володіння орлом підриває  суверенітет племен та їхнє право на інші племінні звичаї з використанням орлиних пір'їн, тим самим шкодячи збереженню традиційних цінностей і практик корінних товариств, що віталося некорінними американцями протягом століть. Також стверджується, що обмеження за ознаками раси перешкоджають корінним американцям, які не можуть довести своє походження, використовувати їхню спадщину.
Прихильники видалення расових вимог із закону 50 CFR 22 заявляють, що, оскільки такі дії дозволять усім громадянам США подати заявку на отримання орлів або частин їхніх тіл з  Національного сховища орлів (діє під контролем USFWS), це розширить можливості уряду з врегулювання установ і програм із захисту хижих птахів за рахунок зниження рентабельності браконьєрства і нелегальної торгівлі орлиними перами.